# Kameralherrschaft Rheinfelden
Die Kameralherrschaft Rheinfelden war ein Territorium im Heiligen Römischen Reich. Sie lag in Vorderösterreich, das zum Herrschaftsgebiet der Habsburger gehörte.

## Geschichte
Die Herrschaft hatte ihren Ursprung in der Grafschaft Rheinfelden, der Herrschaft des Rudolf von Rheinfelden dessen Geschlecht mit seinem Sohn Berthold von Rheinfelden ausstarb. Erbe war der Zähringer Berthold II. Nach dem Aussterben der Zähringer kam die Herrschaft über die Grafen von Kyburg an die Habsburger.
Die Kameralherrschaft entstand im 15. Jahrhundert und gehörte zu den Breisgauer Landständen. Sie wurde weder vom Adel noch von Prälaten verwaltet, sondern direkt von der Hofkammer. Diese befand sich zunächst in Innsbruck (mit einer Unterinstanz in Ensisheim), nach 1648 in Freiburg im Breisgau. Nach der Reorganisation Vorderösterreichs als eigene Provinz im Jahr 1752 war die Kameralherrschaft dem Oberamt Breisgau unterstellt.
Verwaltungssitz war Rheinfelden, eine der vier Waldstädte am Hochrhein. Die Stadt war jedoch nicht Bestandteil der Kameralherrschaft, sondern verwaltete sich selbst und war eigenständiges Mitglied der Landstände. Innerhalb der Kameralherrschaft gab es eine weitere Gliederung in die Landschaften Fricktal, Möhlinbach und Rheintal.
Mit der Eroberung der linksrheinischen Gebiete durch die Franzosen im Jahr 1797 hörte die Kameralherrschaft faktisch auf zu existieren. Rechtlich gesehen endete sie 1802 mit der Gründung des Kantons Fricktal, der ein Jahr später von Napoleon Bonaparte dem Kanton Aargau zugeteilt wurde. Die auf die Landschaft Rheintal reduzierte Kameralherrschaft hatte ihren Verwaltungssitz von 1801 bis 1807 in Nollingen. Die rechtsrheinischen Gebiete gelangten durch
den Frieden von Lunéville 1803 an das neu geschaffene Herzogtum Modena-Breisgau, das aber schon 1805 im Frieden von Pressburg dem kurzlebigen Kurfürstentum Baden zugesprochen wurde. Wenige Monate nach der Landes-Übergabe wurde dieses Kurfürstentum 1806 zum Großherzogtum Baden.
Die Gemeinden wurden zunächst noch vom „Breisgauischen KammeralAmt des Rheinthals in Nollingen“ verwaltet. 1807 wurde die ehemalige Landschaft Rheintal dem neu geschaffenen badischen Bezirksamt Beuggen zugeordnet, das aber schon 1810 aufgelöst wurde. Die Gemeinden wurden auf die Bezirksämter Lörrach, Schopfheim und Säckingen aufgeteilt.
Die Modalitäten der Aufteilung der Kameralherrschaft Rheinfelden auf den schweizerischen Kanton Aargau und das Großherzogtum Baden wurden erst im September 1808 in einem für Baden von Joseph Albrecht von Ittner abgeschlossenen Vertrag geregelt.

## Umfang
Die Kameralherrschaft Rheinfelden war in drei Landschaften gegliedert zu denen folgende Orte gehörten:

### Landschaft Fricktal
Zur Landschaft Fricktal gehörten folgende Ortschaften die heute dem Bezirk Laufenburg des Kantons Aargau zugeordnet sind:
| - Eiken - Frick - Gipf-Oberfrick - Herznach - Hornussen - Münchwilen - Oberhof | - Obermumpf - Schupfart - Stein - Ueken - Wittnau - Wölflinswil - Zeihen |

### Landschaft Möhlinbach
Zur Landschaft Möhlinbach gehörten folgende Ortschaften die heute dem Bezirk Rheinfelden des Kantons Aargau zugeordnet sind:
| - Hellikon - Kaiseraugst - Magden - Mumpf - Olsberg - Möhlin | - Riburg - Wallbach - Wegenstetten * - Zeiningen - Zuzgen |

* Gerichtsherrschaft im Besitz der Freiherren von Schönau

### Landschaft Rheintal
1803 lebten in der Landschaft Rheintal 3802 Personen – alle waren katholisch.
Zur Landschaft Rheintal gehörten 1803 noch folgende heute zum baden-württembergischen Landkreis Lörrach gehörige Ortschaften:
| - Adelhausen - Degerfelden - Eichsel - Herten - Minseln | - Nollingen (1801–1807 Verwaltungssitz der Landschaft Rheintal) - Nordschwaben - Warmbach - Wyhlen |

Im Wesentlichen das Gebiet der heutigen Stadt Rheinfelden (Baden) ohne den Besitz der Deutschordenskommende Beuggen um Beuggen, aber mit dem Dorf Wyhlen, das heute ein Ortsteil von Grenzach-Wyhlen ist.
Kaiserin Maria Theresia war zu Beginn des österreichischen Erbfolgekriegs in einer schwierigen Lage und bereit Rechtsansprüche zu verkaufen, wodurch auch die Kameralherrschaft Rheinfelden leicht eingeschränkt wurde.

#### Grenzach

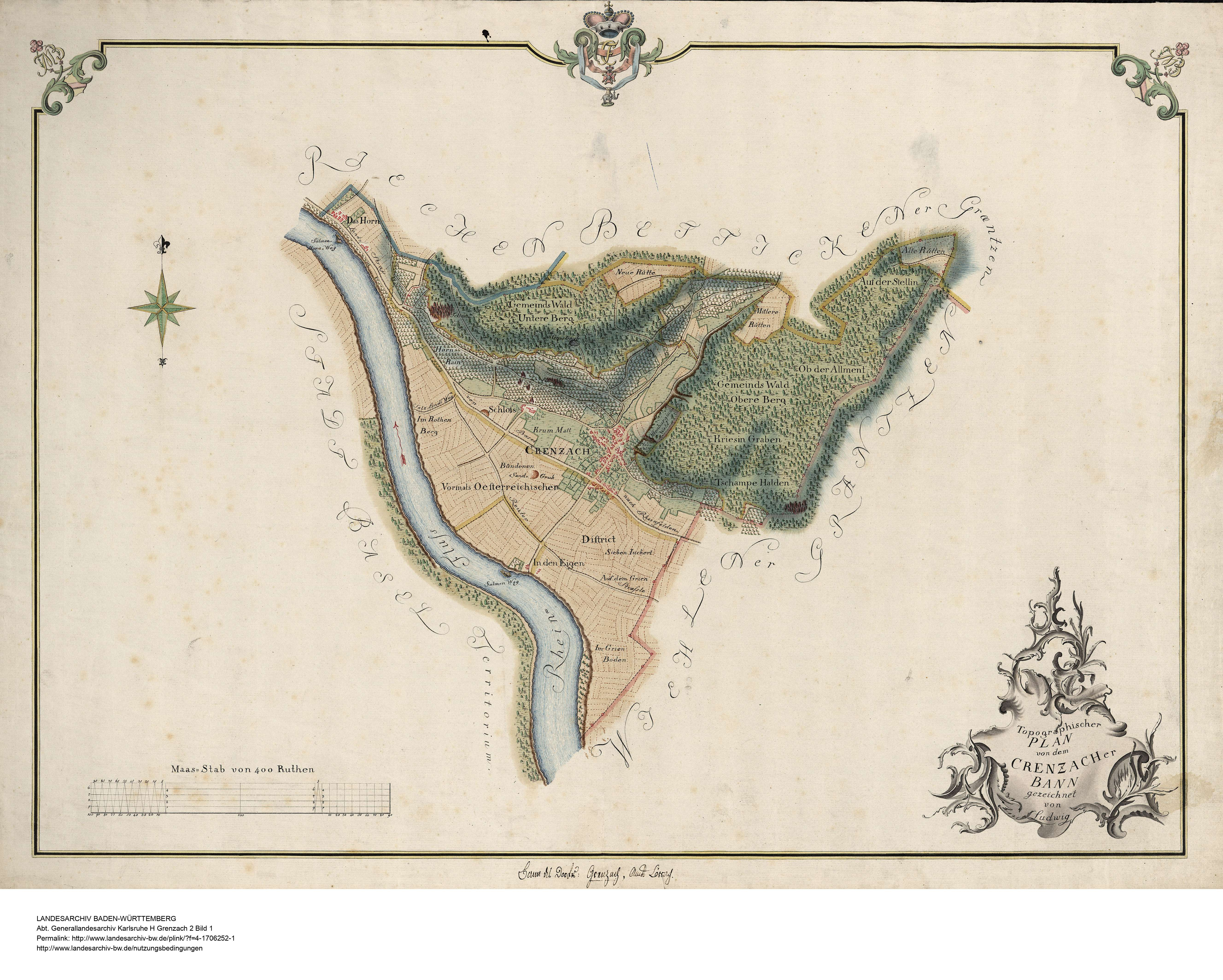
Karte der Gemarkung Grenzach von 1780 mit der Kennzeichnung des bis 1741 vorderösterreichischen Gebiets.

Bis 1741 hatte Vorderösterreich noch Rechte im Ortsteil Unter der Straß des Dorfes Grenzach, weshalb in einigen Darstellungen auch Grenzach als Teil der Landschaft Rheintal aufgeführt wird. Der bedeutendere Ortsteil Ob der Straß gehörte jedoch vermutlich schon unter den Edelfreien von Rötteln zur Herrschaft Rötteln. Seit dem 14. Jahrhundert lag die Landeshoheit bei den Markgrafen von Hachberg-Sausenberg.

#### Karsau
Zu Karsau gehören Beuggen und Riedmatt. In Beuggen hatte die Deutschordenskommende Beuggen die Ortsherrschaft. Am 28. Januar 1739 übergab das Hauses Österreich auch die „hohe und mittlere Jurisdiktion zu Beuggen, Karsau und Riedmatt sowie die Forst- und Jagdgerechtigkeit im Beuggener und Hagenbacher Wald“ an die Deutschordenskommende Beuggen, womit diese Orte aus der Landschaft Rheintal ausschieden.